# Kanakysaurus
Kanakysaurus is een geslacht van hagedissen uit de familie skinken (Scincidae).

## Naam en indeling
De groep werd voor het eerst wetenschappelijk beschreven door Ross Allen Sadlier, Aaron Matthew Bauer, Sarah A. Smith en Anthony Hume Whitaker in 2004. De wetenschappelijke geslachtsnaam Kanakysaurus is afgeleid van het Melanesische woord voor Nieuw-Guinea (Kanaky) en de naam sauros is afgeleid van het Latijnse woord voor hagedis: saurus.
Er zijn twee soorten die pas recentelijk zijn ontdekt; Kanakysaurus viviparus in 2004 en Kanakysaurus zebratus in 2008. In veel literatuur worden de soorten daardoor nog niet vermeld.

## Verspreiding en habitat
Beide soorten komen endemisch voor in Nieuw-Caledonië. De habitat bestaat uit begroeide gebieden. De hagedissen zijn bodembewonend en zowel overdag als 's nachts actief. De vrouwtjes zijn eierlevendbarend; ze zetten geen eieren af maar de jongen komen direct ter wereld.
Door de internationale natuurbeschermingsorganisatie IUCN is aan beide soorten de beschermingsstatus 'bedreigd' (Endangered of EN) toegewezen.

## Soorten
Het geslacht omvat de volgende soorten, met de auteur en het verspreidingsgebied.
| Naam                   | Auteur                                 | Verspreidingsgebied                        |
| ---------------------- | -------------------------------------- | ------------------------------------------ |
| Kanakysaurus viviparus | Sadlier, Bauer, Smith & Whitaker, 2004 | Nieuw-Caledonië (noordelijke deel)         |
| Kanakysaurus zebratus  | Sadlier, Bauer, Smith & Whitaker, 2008 | Nieuw-Caledonië (noordelijk centrale deel) |